# Anopheles buxtoni
Anopheles buxtoni är en tvåvingeart som beskrevs av Michael William Service 1958. Anopheles buxtoni ingår i släktet Anopheles och familjen stickmyggor.
Artens utbredningsområde är Kamerun. Inga underarter finns listade i Catalogue of Life.